# 包成
包成，中华人民共和国政治人物、全国脱贫攻坚先进个人。

## 生平
包成任山东省扶贫开发办政策调研组二级主任科员。因在脱贫攻坚战中作出突出贡献，2021年2月25日全国脱贫攻坚总结表彰大会上，包成被授予“全国脱贫攻坚先进个人”。